# Bibliotheksmagazin (Zeitschrift)
Die Zeitschrift Bibliotheksmagazin. Mitteilungen aus den Staatsbibliotheken in Berlin und München wurde bis 2023 gemeinsam von der Staatsbibliothek zu Berlin und der Bayerischen Staatsbibliothek herausgegeben.
Ursprünglich als reine Publikation der Staatsbibliothek zu Berlin – Preußischer Kulturbesitz herausgegeben, informierte sie ab 2007 als Gemeinschaftsprojekt der beiden größten deutschen Universalbibliotheken über deren aktuelle Projekte, Ausstellungen und neue Entwicklungen und bietet Informationen aus den jeweiligen Sammlungen und Abteilungen, über Neuerwerbungen und wichtige Bestände.
Die Zeitschrift erschien dreimal jährlich kostenlos als Print-Ausgabe. Über die Webseiten der beiden Bibliotheken konnte eine Online-Version als PDF-Datei abgerufen werden. Für die Beiträge zeichnete jeweils eine Redaktion in Berlin und München verantwortlich.